# John Howard Northrop
John Howard Northrop (Yonkers, 5 juli 1891 – Wickenberg (Arizona), 27 mei 1987) was een Amerikaans biochemicus die in 1946 de helft van de Nobelprijs voor de Scheikunde kreeg samen en Wendell Meredith Stanley voor het zuiveren en kristalliseren van enzymen en viruseiwitten. De andere helft ging naar James Batcheller Sumner.

## Biografie
Northrop was de zoon van John Isaiah en Alice Belle (Rich) Northrop. Kort voor zijn zoons geboorte stierf John Isaiah in een laboratoriumbrand aan de Columbia-universiteit was hij zoölogie doceerde. John Howard studeerde aan Columbia, waar hij in 1915 zijn Ph.D. in de scheikunde haalde.
Aansluitend accepteerde hij een positie in het laboratorium van Jacques Loeb aan het Rockefeller Institute for Medical Research (RIMR). Hier deed hij onder ander onderzoek naar het effect van omgevingsfactoren op de erfelijkheid via experimenten met Drosophila fruitvliegjes. Samen met Loeb demonstreerde hij dat warmte de levensverwachting en gezondheid van de vliegjes beïnvloedde – niet licht of verbruik van energie zoals eerder werd gedacht. In de Eerste Wereldoorlog deed hij onderzoek voor het leger naar de productie van aceton en ethanol door fermentatie. Dit leidde tot het bestuderen van enzymen.
Na het overlijden van Loeb in 1924 ging hij naar het Instituut van Princeton, naar de faculteit van dierlijke pathologie. Geïnspireerd door het werk van Sumner isoleerde en kristalliseerde hij in 1929 het maagenzyme pepsine en stelde vast dat het een proteïne was en in 1938 isoleerde en kristalliseerde hij de eerste bacteriofaag (een klein virus dat bacteriën aanvalt), en stelde vast dat het een nucleoproteïne was. Northrop isoleerde en kristalliseerde ook pepsinogeen (de voorloper van pepsine), trypsine, chymotrypsine, en carboxypeptidase.
Zijn boek Crystalline Enzymes (1939) was een belangrijke tekst. Northrop was in dienst bij het Rockefeller Institute for Medical Research van 1916 tot 1962, toen hij met pensioen ging, en van 1949 tot 1959 eveneens hoogleraar aan de Universiteit van Californië in de bacteriologie en de biofysica. Hij was gehuwd met Louise Walker, met wie hij twee kinderen kreeg: Alice Havemeyer (huwde Nobellaureaat Frederick C. Robbins) en John Northrop.
1901: Van 't Hoff ·
1902: E. Fischer ·
1903: Arrhenius ·
1904: Ramsay ·
1905: Baeyer ·
1906: Moissan ·
1907: Buchner ·
1908: Rutherford ·
1909: Ostwald ·
1910: Wallach ·
1911: Curie ·
1912: Grignard, Sabatier ·
1913: Werner ·
1914: Richards ·
1915: Willstätter ·
1918: Haber ·
1920: Nernst ·
1921: Soddy ·
1922: Aston ·
1923: Pregl ·
1925: Zsigmondy ·
1926: Svedberg ·
1927: Wieland ·
1928: Windaus ·
1929: Harden, Euler-Chelpin ·
1930: H. Fischer · 
1931: Bosch, Bergius ·
1932: Langmuir ·
1934: Urey ·
1935: F. Joliot-Curie, I. Joliot-Curie ·
1936: Debye ·
1937: Haworth, Karrer ·
1938: Kuhn ·
1939: Butenandt, Ružička ·
1943: Hevesy · 
1944: Hahn ·
1945: Virtanen ·
1946: Sumner, Northrop, Stanley ·
1947: Robinson · 
1948: Tiselius · 
1949: Giauque ·
1950: Diels, Alder ·
1951: McMillan, Seaborg ·
1952: Martin, Synge ·
1953: Staudinger ·
1954: Pauling ·
1955: Vigneaud ·
1956: Hinshelwood, Semjonov ·
1957: Todd ·
1958: Sanger ·
1959: Heyrovský ·
1960: Libby ·
1961: Calvin ·
1962: Perutz, Kendrew ·
1963: Ziegler, Natta ·
1964: Hodgkin ·
1965: Woodward ·
1966: Mulliken ·
1967: Eigen, Norrish, Porter ·
1968: Onsager ·
1969: Barton, Hassel ·
1970: Leloir ·
1971: Herzberg ·
1972: Anfinsen, Moore, Stein · 
1973: E.O. Fischer, Wilkinson · 
1974: Flory ·
1975: Cornforth, Prelog ·
1976: Lipscomb ·
1977: Prigogine · 
1978: Mitchell ·
1979: Brown, Wittig ·
1980: Berg, Gilbert, Sanger ·
1981: Fukui, Hoffmann ·
1982: Klug ·
1983: Taube ·
1984: Merrifield ·
1985: Hauptman, Karle ·
1986: Herschbach, Lee, Polanyi ·
1987: Cram, Lehn, Pedersen ·
1988: Deisenhofer, Huber, Michel ·
1989: Altman, Cech ·
1990: Corey ·
1991: Ernst ·
1992: Marcus ·
1993: Mullis, Smith ·
1994: Olah ·
1995: Crutzen, Molina, Rowland ·
1996: Curl, Kroto, Smalley ·
1997: Boyer, Walker, Skou ·
1998: Kohn, Pople ·
1999: Zewail ·
2000: Heeger, MacDiarmid, Shirakawa ·
2001: Knowles, Noyori, Sharpless ·
2002: Fenn, Tanaka, Wüthrich ·
2003: Agre, MacKinnon ·
2004: Ciechanover, Hershko, Rose ·
2005: Grubbs, Schrock, Chauvin ·
2006: Kornberg ·
2007: Ertl ·
2008: Shimomura, Chalfie, Tsien ·
2009: Steitz, Yonath, Ramakrishnan ·
2010: Heck, Negishi, Suzuki ·
2011: Shechtman ·
2012: Kobilka, Lefkowitz ·
2013: Karplus, Levitt, Warshel ·
2014: Betzig, Hell, Moerner ·
2015: Lindahl, Modrich, Sancar ·
2016: Sauvage, Stoddart, Feringa ·
2017: Dubochet, Frank, Henderson · 
2018: Arnold, Winter, Smith ·   
2019: Goodenough, Whittingham, Yoshino ·
2020: Charpentier, Doudna ·
2021: List, MacMillan ·
2022: Bertozzi, Meldal, Sharpless ·
2023: Bawendi, Brus, Jekimov ·
2024: Baker, Hassabis, Jumper